# Nuncia sperata
Nuncia sperata is een hooiwagen uit de familie Triaenonychidae.